# Jack e i fagioli magici
Jack e i fagioli magici (ジャックと豆の木?, Jakku to mame no ki, lett. "Jack e la pianta di fagioli") distribuito anche con il titolo Molletta il terribile, è un film d'animazione musicale del 1974 diretto da Gisaburō Sugii e prodotto da Group TAC e Nippon Herald Films, trasposizione della fiaba popolare Jack e la pianta di fagioli.

## Trama
Un ragazzino di nome Jack vive in una piccola casa in campagna con la madre, il fido cane Crosby e una vacca da latte. Un giorno, mentre Jack si reca in paese per vendere la mucca al macellaio, incontra un mago che gli vende in cambio della mucca un sacchetto di fagioli incantati, invitandolo a piantarli nel prato davanti alla sua casa. La madre di Jack, in un momento d'ira, li getta dalla finestra e quella stessa notte ne nasce improvvisamente un albero di fagioli immenso che si protende fino al cielo. Incuriosito, Jack comincia l'arrampicata assieme a Crosby e dopo una lunghissima scalata giunge in un castello dove la bella Principessa Margaret vive sotto l'incantesimo della perfida strega Madame Noir. Comincia così l'avventura di Jack contro la perfida Madame Noir e suo figlio il gigante Tulip, lotta che si conclude con la sua vittoria e la liberazione di tutti gli abitanti del castello e il suo ritorno a casa con Crosby.

## Produzione
Prima pellicola cinematografica diretta da Gisaburō Sugii e prodotta da Group TAC. Il film presenta evidenti influenze dall'animazione occidentale. A partire dall'animazione; ogni personaggio è stato infatti animato singolarmente da un animatore diverso, proprio come era di consuetudine nei film d'animazione americani. Per poi passare all'eclettica colonna sonora che include esempi di musica pop, progressive, funk e hard rock. Le canzoni vengono cantate direttamente dai personaggi in uno stile simile ai musical di Broadway, caratteristica inusuale per un anime dell'epoca.

## Colonna sonora
La colonna sonora Musical Fantasy - Jakku to mame no ki (ミュージカル・ファンタジィ"ジャックと豆の木) venne distribuita in Giappone nel luglio 1974 da Canyon Records, Inc. (codice di catalogo AQ-4001). 

### Lato A
1. Taitoru kōjō (タイトル・口上? Titoli di testa/Narratore) - Tonpei Higari
2. Asa no uta (朝の歌? Canzone del mattino) - Cast
3. Ikite iku kimari (生きて行くきまり? La regola per vivere) - Cast
4. Mame uri no kyoku (豆売りの曲? Canzone del venditore di fagioli) - Strumentale
5. Kiseki no uta (奇跡の歌? Canzone dei miracoli) - Linda Yamamoto
6. Kanzen ni shiawase (完全にしあわせ? Completamente felice) - Linda Yamamoto
7. Watashi wa nani demo shitte iru (私は何でも知っている? Io so tutto) - Nobue Ichitani
8. Tabete wa dameyo (食べては駄目よ? Non mangiare) - Nobue Ichitani
9. Chū no sukyatto (チューのスキャット? Scat di Chu) - Cast
10. Omae wa minikui (お前はみにくい? Sei brutto da vedere) - Chiho Yūki
11. O ainiku-sama (おあいにくさま? Sfortunatamente) - Masachika Ichimura

### Lato B
1. Kore ga seikō no michi (これが成功の道? Questa è la strada del successo) - Kazuo Kamimura
2. Kore ga otoko no michi (これが男の道? Così fanno gli uomini) - Kazuo Kamimura
3. Nagaiai no yume (長い間の夢? L'ho sognato a lungo)  - Chiho Yūki
4. Aishitemasu ka (愛してますか? Mi ami?) - Takeshi Kusaka
5. Moto e modori nasai (もとへ戻りなさい? Torna indietro) - Cast
6. Kyojin-san kochira (巨人さんこちら? Gigante vieni qui) - Masachika Ichimura
7. Sayonara Jakku (さよならジャック? Addio Jack) - Linda Yamamoto, Cast
8. Oidashi no uta (追い出しの歌? Canzone di chiusura) - Tonpei Hidari

## Distribuzione

### Date di uscita e titoli internazionali
- 20 luglio 1974 in Giappone (ジャックと豆の木 Jakku to mame no ki)
- 13 febbraio 1976 negli Stati Uniti (Jack and the Beanstalk)
- 15 aprile negli Stati Uniti (New York City, New York)
- 5 aprile 1977 in Norvegia (Jack og bønnestengelen)
- 10 giugno in Cecoslovacchia (Jack a fazolový stonek)
- 15 novembre 1978 in Germania Ovest (Tom, Crosby und die Mäusebrigade)
- 30 novembre 1979 in Danimarca (Jack og musepolitiet)
- febbraio 1983 in Italia (Jack e i fagioli magici - Molletta il terribile)
- 30 ottobre 1993 in Slovacchia (Jack a Fazulka)

### Edizione italiana
Il film venne importato in Italia dalla Columbia Pictures e distribuito nei cinema dalla Panama Cinematografica nel febbraio del 1983 sia con il titolo Jack e i fagioli magici che come Molletta il terribile (soprannome del protagonista nella versione italiana). Alcune locandine riportavano entrambi i titoli usando uno dei due come sottotitolo. Le canzoni vennero lasciate in inglese.